# Chichén Itzá
Chichén Itzá (jukatanski majanski: Chi'ch'èen Ìitsha, što znači „Na zdencu čarobnjaka vode”) bila je veliki pretkolumbovski grad Maya, koji je od 10. do 15. stoljeća bio glavni grad plemena Itzá na Yucatanu (Meksiko). 
Smješten na pola puta između gradova Mérida i Cancún, on je najsjeverniji arheološki lokalitet Maya na poluotoku Yucatanu. Ujedno je i jedan s najviše spomenika na velikom prostoru od više od 300 hektara. Njegovi kameni spomenici zorno prikazuju 1.000 godina kulture Maya i drugih naroda koji su utjecali na arhitekturu i umjetnost mezoameričkog područja, kao što je npr. mješavina mayanskog načina gradnje sa srednjomeksičkim toltečkim utjecajima. Neke od preživjelih građevina, poput Ratničkog hrama, El Castilloa i opservatorija El Caracol, su najreprezentativnije građevine majansko-toltečke civiilizacije općenito. Zbog toga je Chichén Itzá upisan na UNESCO-ov popis mjesta svjetske baštine u Sjevernoj Americi 1988. godine.

## Povijest
Grad je nastao kao dva naselja iznad podzemnih voda Xtoloca u tzv. klasičnom razdoblju povijesti Maya (prema spisima 415. – 435. godine, dok neki navode 455. godinu). Grad se počeo širiti od 6. do 10. stoljeća oko područja Chichen Viejo („Stari Chichen”) izgradnjom građevina u tradicionalnom mayanskom stilu kao što su tzv.: Zgrada redovnica, crkva, Akab Dzib, Chichan Chob, Hram natpisa i Jelenov hram.
Prilikom seobe toltečkih ratničkih plemena s meksičkih visoravni na jug u 10. stoljeću, kralj Tula Ce Acatl Topiltzin Quetzalcoatl (ili Kukulkan kako su ga znale Maya) je okupirao grad nekad od 967. – 987. godine. Toltečki okupatori su lokalne stanovnike podvrgli neviđenim strahotama o kojima su mayanske kronike ili „svete knjige” pisale i nakon 500 godina. Tolteci zamijenili dobroćudna božanstva Maya sa svojim krvoločnim bogovima, uveli ljudska žrtvovanja i prisilili majstore Maya da obnove grad prema toltečkom poimanju. Nažalost, Maye su prihvatile nove okrutne crte toltečke tradicije.
Od 10. stoljeća u Chichen Itzi dolazi do miješanja toltečke kulture i kulture Maya, koje su se do ranog 13. stoljeća u potpunosti integrirale. 
Povijest Chichen Itze od kraja 10. do 15. stoljeća vrlo je složena. Monopolističko tijelo vojnih vođa slabi nakon što se grad pridružio Mayapanskoj ligi, koji je uključivao i Uxmal. Nakon 13. stoljeća ne grade se važni spomenici i grad ubrzano propada nakon pada Mayapana. God. 1556., biskup Diego de Landa je posjetio napuštene ruševine i zabilježio je legende koji se odnose na pojedine spomenike. Ostaci su iskopani tek 1841. godine.

## Odlike
Chichen Itza otkriva unutrašnju organizaciju grada oko centralnog područja, kojeg čine tri velika trga, koji je okružen ustanovama različitih svrha (od monumentalnih palača, do stambenih prostora). Poznavanje kalendara i promatranje zvijezda omogućilo je Mayama lakši uzgoj usjeva.
U Chichen Itzi nalaze se mnoge zanimljive zgrade, ali svakako je najznačajniji glavni hram El Castillo (španjolski za „dvorac”). El Castillio je zapravo hram posvećen Kukulkanu, mayanskom bogu vjetra i uragana, koji je prijevod glavnog srednjeameričkog božanstva pernate zmije Quetzalcoatla. Na vrhu piramide nalazi se astronomski opservatorij, a do njega vode četiri stepeništa od po 91 stepenicu svaki, što ukupno daje 364 stepenica, a 365 stepenica je posljednja koja vodi do gornje platforme. Tih 365 stepenica odgovara broju dana u godini. 
Opservatorij visok 22,5 m, posvećen je bogu kiše na što ukazuju kamenorezi iznad ulaznih vrata. U samom tornju nalazi se kružno stepenište i nekoliko prozora kroz koje se vršilo promatranje zvijezda. Sam naziv opservatorija El Caracol (šp. „puž”) potječe od tog stubišta koje podsjeća na puževu kućicu.
Hram ratnika okružen je pilastrima s mračnim likovima toltečkih ratnika, a okolo hrama postavljene su čudne ležeće figure, takozvani Chacmooli, koje predstavljaju pratioce boga kiše Chaca. Pretpostavlja se da su pilastri nekada nosili friz i krov načinjen od drva i žbuke koji se s vremenom urušio. Ostatci friza ukazuju na to da je bio ukrašen Chaachovim maskama i drugim motivima koji su predstavljali tadašnju svećeničku kastu. 
Kada je Crkva (La Iglesia) prvi put otkrivena, ova je zgrada bila poznata po dobrom stanju očuvanosti, te po bogatstvu i ljepoti svojih ukrasa. Crkva je mala zgrada pokraj Las Monjasa („Kompleks redovnica”) s jednom komorom i pristupnim vratima, slična pravokutnoj kapelici, zbog čega joj je i dato ime „Crkva”.
Tzompantli ili Zid lubanja je jedna od tri strukture na Velikom trgu, na koju su bile nabijane glave ubijenih žrtva bogovima. Tu se nalaze još i tri igrališta za loptu i arhitektonski kompleksi skromnijih dimenzija koji su raspoređeni dosta ravnomjerno oko centra.
Toltečki utjecaj iz središnjeg Meksika se ponajbolje osjeti u dekoracijama reljefa na građevinama, koji pored mnogih jako detaljnih prizora bitaka, prikazuju i pernatu zmiju Quetzalcoatla, te snažne motive ogromnih glava gmazova na stupcima i podkonstrukcijama, te kipovi boga kiše Chac-Mool u tipičnoj poluzavaljenoj pozi. Chacmool ležeća je figura isklesana od kamena u naravnoj ili skoro naravnoj veličini, a vezivala se uz hramove. Noge su joj polusvinute, glava okrenuta na jednu stranu, a drži otvorenu kamenu kutiju, koja počiva na njezinom trbuhu, za primanje žrtvenih darova. To ime, koje na mayanskom jeziku znači „crveni jaguar”, dali su joj arheolozi jer je prvi primjerak pronađen u mayansko-toltečkom gradu Chichen Itzi u Yucatanu, ali porijeklo takvih figura je ustvari iz središnjeg dijela sjeverne Srednje Amerike, iz glavnog grada Tolteka, Tule. Chac, mayanski bog, prikazivan je s dugim, visećim nosom, često vrškom okrenutim na gore, isplaženim jezikom i spiralnim arabeskama (vjerojatno suzama) podno očiju. Ponekad je imao zube derače, a katkada je bio bezub. Chac je prikazivan samostalno među hrpama glava u Copanu i Chichen Itzi. Unatoč pomalo grubom izgledu, Chac je bio dobrohotan i usjevima je donosio kišu i plodnost, ali i vjetrove i munje. Simbolizirao ga je broj šest, a zaštitnik je dana Ik („vjetar”). Ovaj je prostor vjerojatno služio kao okupljalište pred samim hramom.

## Vanjske poveznice
- Chichen-Itza
- Fotografije Chichen-Itze  Arhivirana inačica izvorne stranice od 5. veljače 2012. (Wayback Machine)
- Chichén Itza (Instituto Nacional de Antropología e Historia - INAH) (šp.)